# Krankenhauskirche Pius V. (Regensburg)

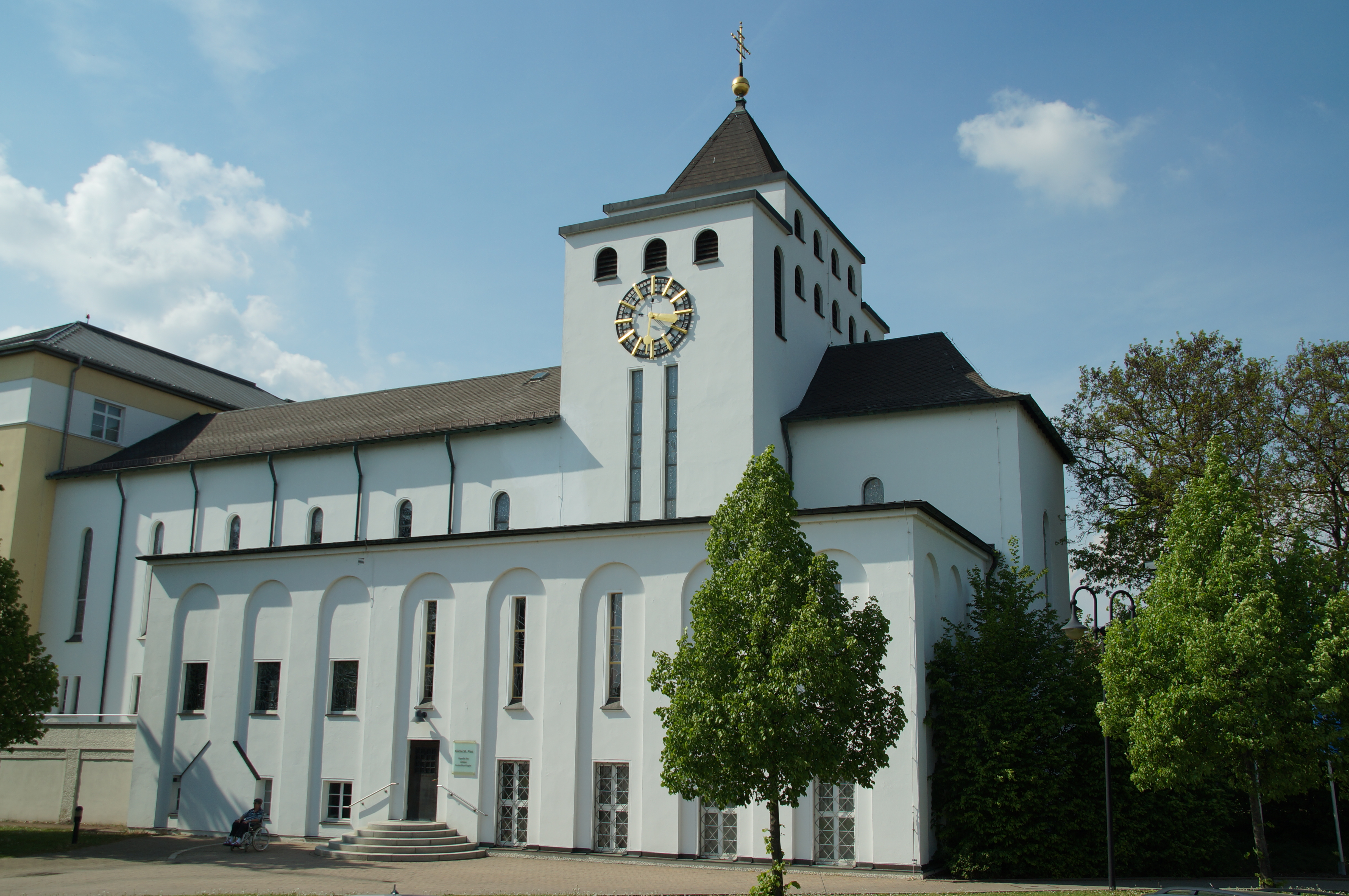
St. Pius V. von Süden

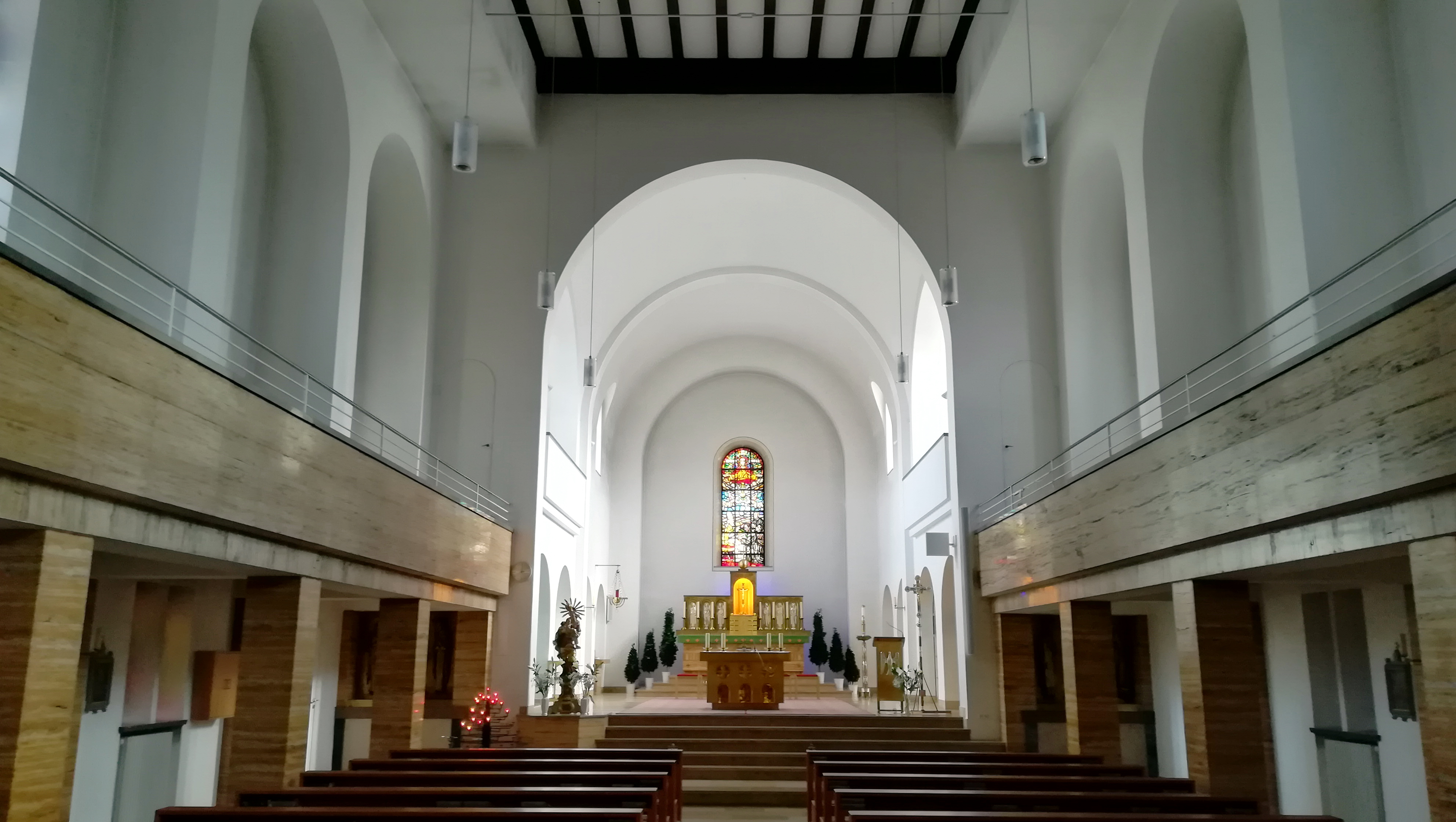
St. Pius V.: Innenraum

Die katholische denkmalgeschützte Krankenhauskirche  Pius V. steht auf dem Gelände des Krankenhauses der Barmherzigen Brüder in der Prüfeninger Straße 86 im Westenviertel von Regensburg.

## Geschichte
Die Kirche wurde 1927/29 von Albert Boßlet errichtet.

## Gebäude
Die Kirche ist ein Saalbau mit riegelförmigem Chorturm und seitlichem Flachdachanbau. In der Kirche befindet sich seit 2008 eine Gedenkstätte mit einer Kapelle und einem kleinen Ausstellungsraum über den Krankenhausgründer Frater Eustachius Kugler.

## Orgel
Die Orgel ist ein Instrument mit elektrischer Membranlade der Firma Friedrich Meier. Die 20 Register verteilen sich über zwei Manuale und Pedal.